# Gaetuler
Gaetuler war der römische Name der nomadischen Völkerschaften, die südlich des Atlasgebirges und der römischen Provinz Mauretanien sowie westlich der Garamanten bis zur Küste die Sahara bewohnten. Sie gelten als die Vorfahren der heutigen Schlöh. Seit der Eroberung Numidiens durch die Römer erkannte auch ein Teil der Gaetuler deren Herrschaft an. Die südlichsten, mit schwarzen Afrikanern vermischten Gaetuler wurden Melanogaetuler („schwarze Gaetuler“) genannt.
Das von den Gaetulern bewohnte Gebiet wurde Gaetulien (lateinisch Gaetulia, altgriechisch Γαιτουλία) genannt.